# Цзяннань (Наньнин)
Цзянна́нь (кит. упр. 江南, пиньинь Jiāngnán) — район городского подчинения городского округа Наньнин Гуанси-Чжуанского автономного района (КНР).

## История
Во времена Китайской Республики эти земли были частью уезда Юннин. После вхождения этих мест в состав КНР эти земли были включены в состав Наньнина в качестве района №2. В 1955 году деление Наньнина на районы было упразднено. 
В 1979 году в Наньнине вновь было введено деление на районы, и был создан район Цзяннань.
В 2001 году был упразднён Наньнинский Пригородный район (南宁市郊区), и часть его земель была включена в состав района Цзяннань.
В 2004 году уезд Юннин был преобразован в район городского подчинения, при этом часть его земель перешла в состав района Цзяннань.

## Административное деление
Район делится на 5 уличных комитетов и 4 посёлка.